# Shelley Buckner
Pour les articles homonymes, voir Buckner.
Shelley Buckner est une actrice américaine originaire du Texas, née le 7 juin 1989 à Dallas.

## Filmographie
- 2004-2005 : Summerland